# Мартрен-Донос, Жюльен Виктор де
Жюлье́н Викто́р, граф де Мартре́н-Доно́с (фр. Julien Victor de Martrin-Donos, 1802—1870) — французский ботаник.

## Биография
Родился в 1802 году (по другим данным — в 1801 или 1800 году).
Занимался критическим фитографическим исследованием растений Тарна, подготовил монографию, первая часть которой, посвящённая цветковым растениям, была издана в 1864 году, а вторая, написанная совместно с Э.-Ж.-М. Жанберна́, описывавшая тайнобрачные растения, — в 1867 году.
Являлся личным охранником короля Франции.
Гербарий Мартрен-Доноса был передан городу Альби.
Скончался 29 апреля 1870 года.

## Некоторые научные публикации
- Martrin-Donos V. Herborisations dans le midi de la France en 1854. — Montauban, 1855. — 28 p.
- Martrin-Donos V. Plantes critiques du département du Tarn. — Toulouse, 1862. — 32 p.
- Martrin-Donos V. Florule du Tarn. — Paris, 1864. — 872 p.
- Martrin-Donos V., Jeanbernat E. J. M. Florule du Tarn. Deuxième partie. — Toulouse, 1867. — 278 p.

## Некоторые виды растений, названные именем В. Мартрен-Доноса
- Arenaria martrinii Tzvelev, 2000, nom. nov. — Arenaria serpyllifolia L., 1753
- Carduus martrinii Timb.-Lagr., 1864 — Carduus acanthoides L., 1753
- Hieracium martrinii Arv.-Touv., 1894 — Hieracium commixtum Jord., 1848
- Orchis martrinii Timb.-Lagr., 1856 — Anacamptis coriophora subsp. martrinii (Timb.-Lagr.) Jacquet & Scappat., 2003
- Scutellaria ×martrinii Rouy, 1909, nom. nov. — Scutellaria ×nicholsonii Taub., 1886 — Scutellaria galericulata L., 1753 × Scutellaria minor Huds., 1762